# Kožuchovskaja
Kožuchovskaja (in russo Кожуховская?) è una stazione della Metropolitana di Mosca, situata sulla Linea Ljublinsko-Dmitrovskaja. Prende nome dal quartiere in cui sorge, ed è stata inaugurata il 28 dicembre 1995, come stazione della prima sezione della linea. Presenta un design a singolo ambiente, con i binari separati dalla banchina centrale. Esiste un doppio soffitto, necessario per sistemare i dispositivi di idroisolazione necessari.
Il tema della stazione è la storia del design automobilistico, mostrato nella perfezione delle mura che dal marmo bianco volgono all'alluminio del soffitto. Le parti inferiori del soffitto sono in marmo scuro, mentre l'illuminazione proviene da grandi strutture metalliche rosse che pendono dalla volta. Gli architetti furono Aleksandr L'vovič Vigdorov e L. Borzenkov.
La stazione conta un ingresso con una pensilina a vista, posta sull'angolo tra le vie Južnoportovaja e Trofimova.

## Galleria d'immagini

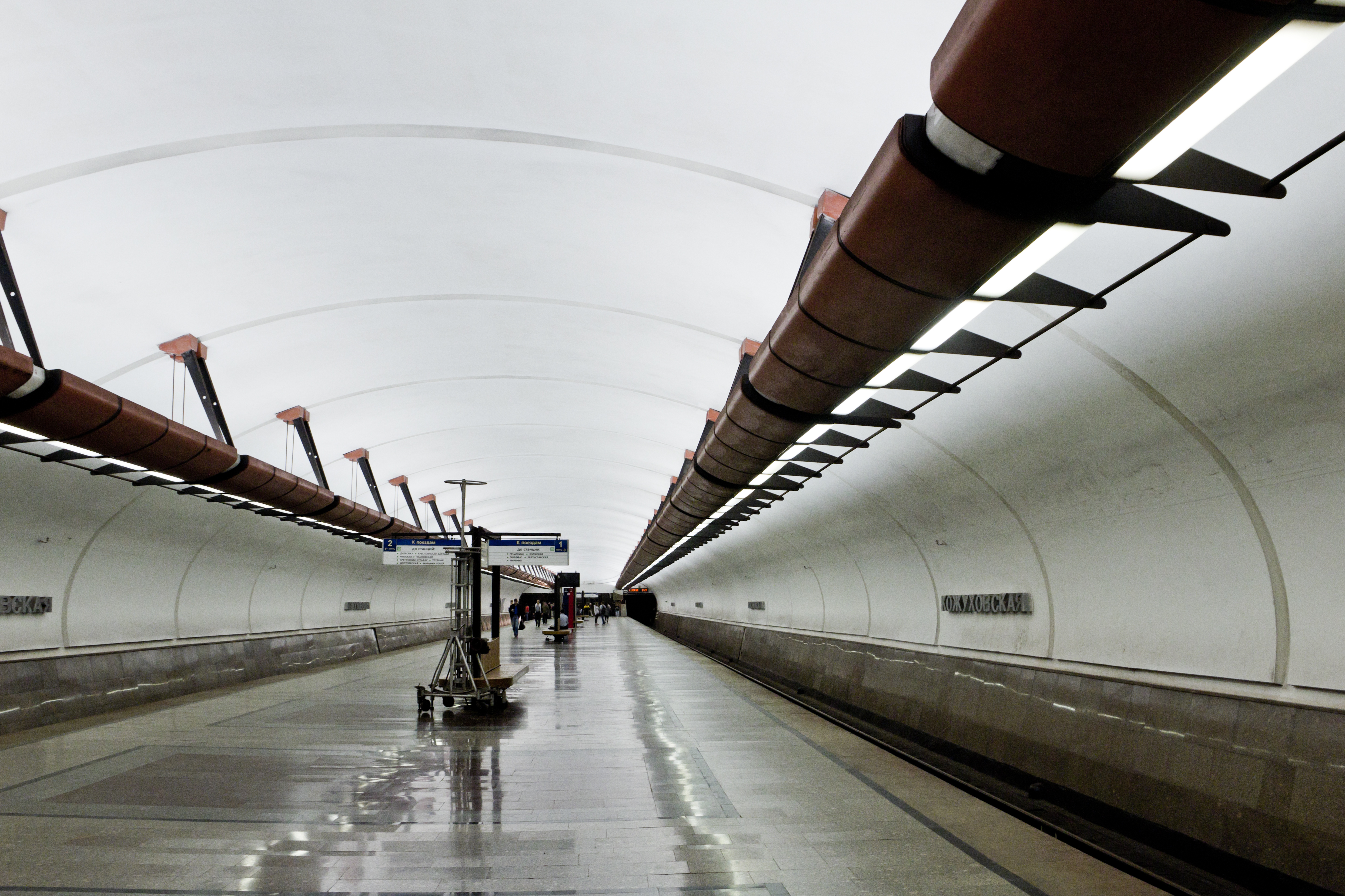
Pensilina
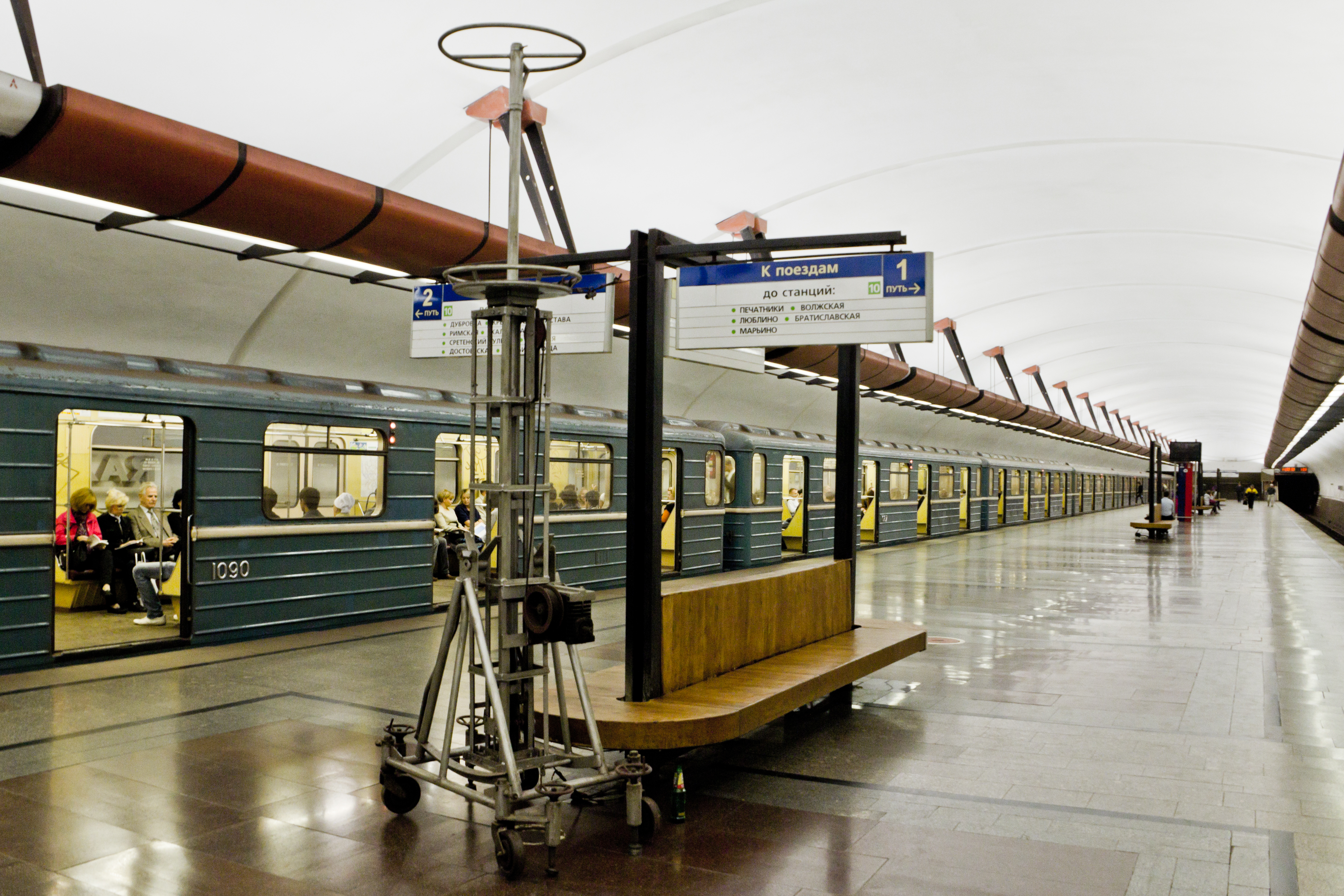
Panchine con pannelli informativi
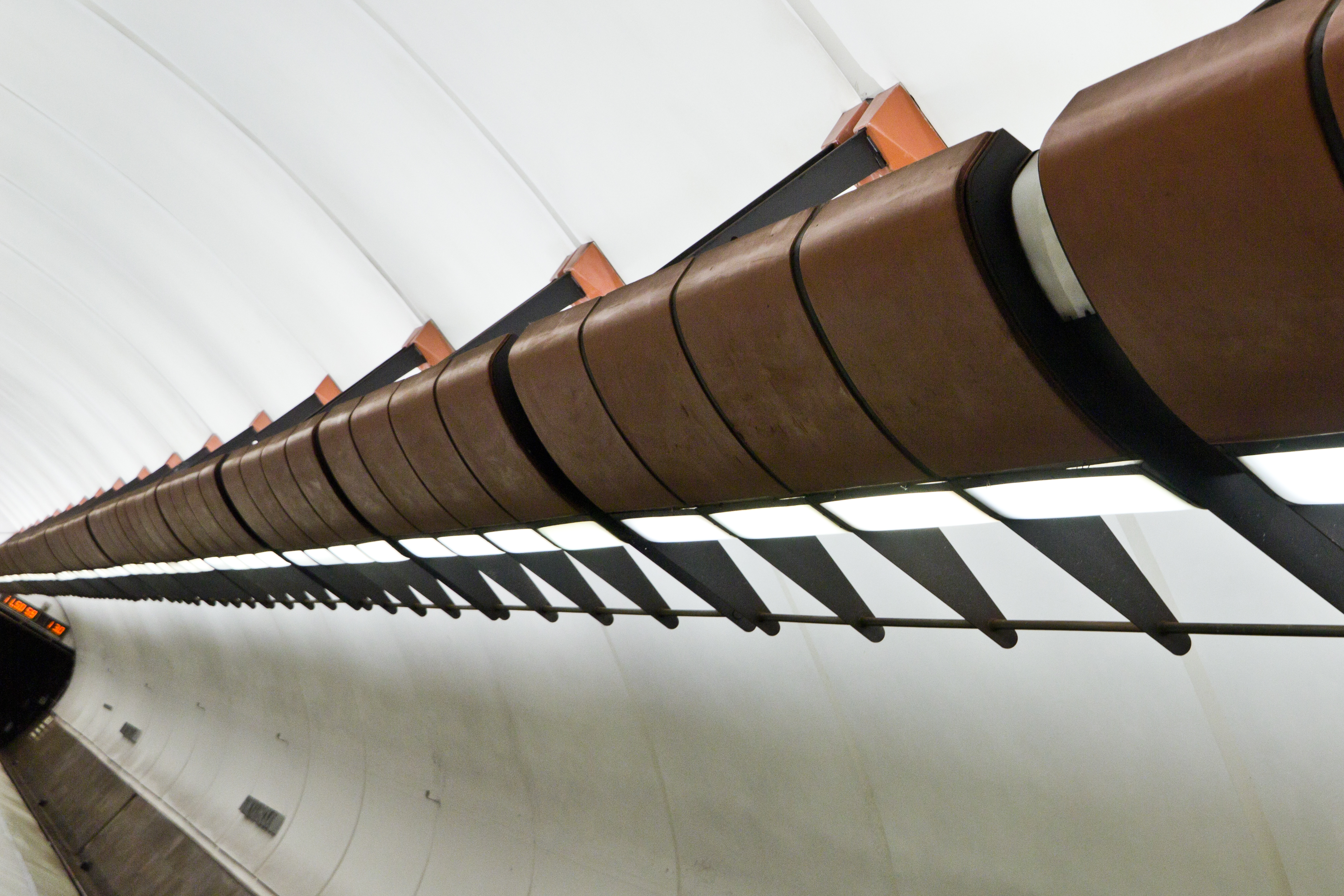
Illuminazione
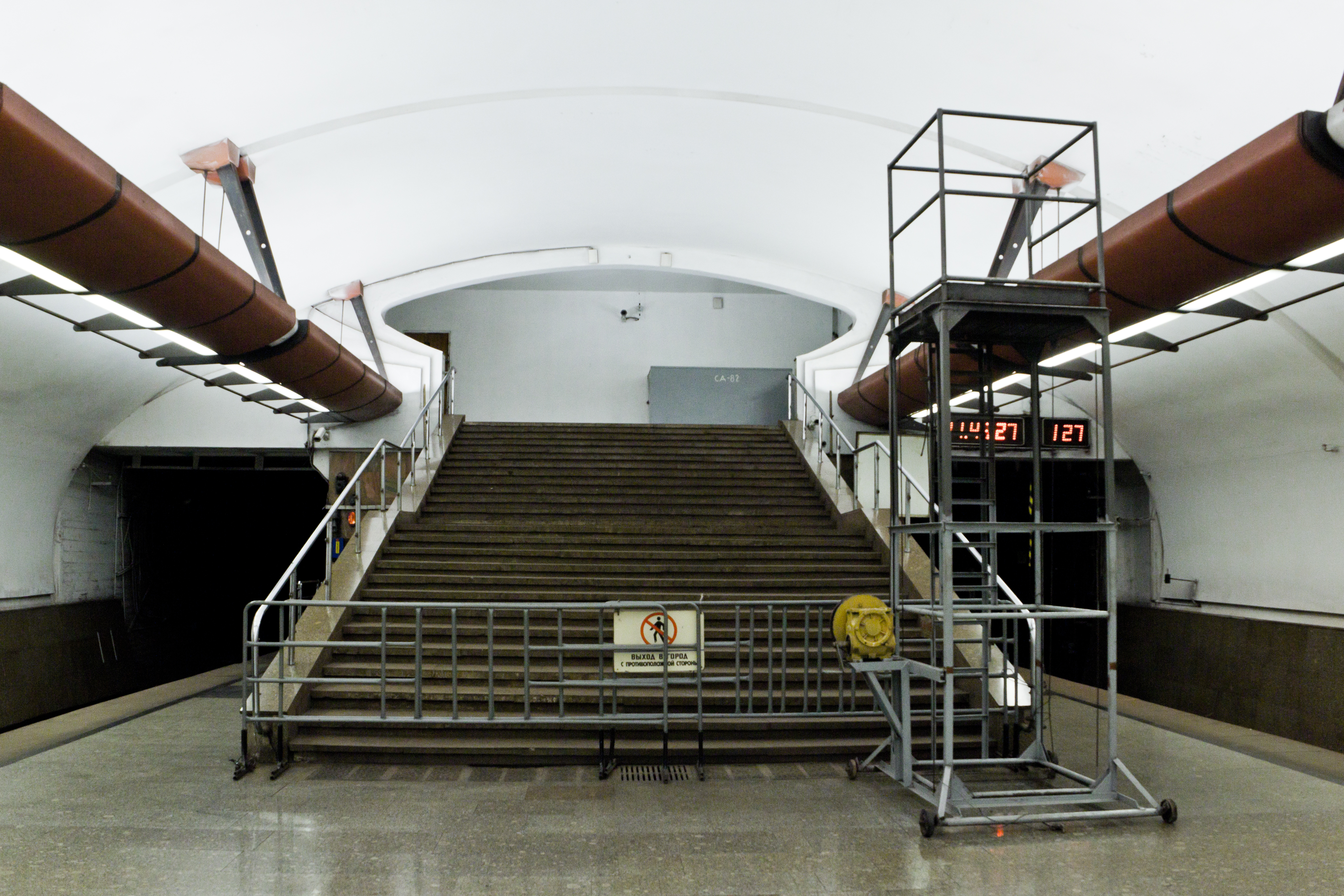
Scalinata al vestibolo